# Orden Kamehamehas I.

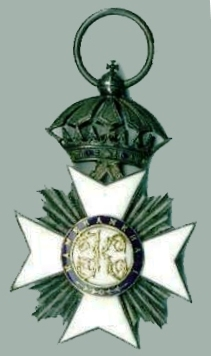
Ritterkreuz des Ordens Kamehamehas I.

Der Orden Kamehamehas I. (englisch Royal Order of Kamehameha I) war der erste Ritterorden des Königreichs Hawaiʻi. Ursprünglich wurde er als Verdienstorden von König Kamehameha V. von Hawaiʻi gestiftet. 1907 wurde er als Hausorden des Hauses Kalākaua anerkannt.

## Ordensklassen
Der Orden hat drei Klassen und die Anzahl der jeweiligen Mitglieder ist beschränkt:
- Großkreuz (Knight Grand Cross, KGCOK) – 10 Personen
- Komtur (Knight Commander KCOK) – 30 Personen
- Ritter (Knight Companion, KOK) – 50 Personen

Das Großkreuz mit Collane wurde zudem an ausländische Staatsoberhäupter verliehen.

## Insignien

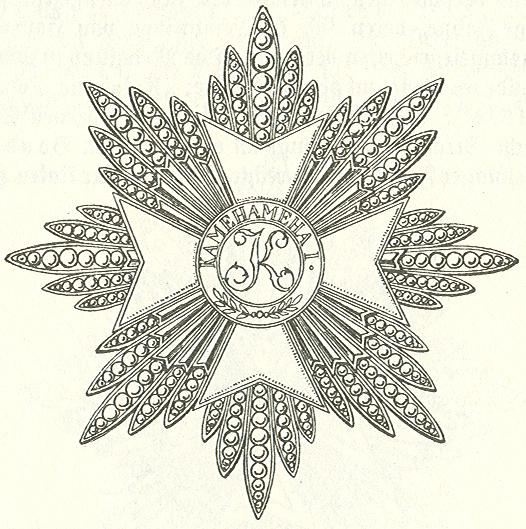
Bruststern

Das Ordenszeichen ist ein weiß emailliertes achtspitziges Malteserkreuz mit goldener Einfassung. In den Kreuzwinkeln sind goldene Strahlen eingefügt und über allem die Krone von Hawaiʻi in Gold. Ein Mittelschild ist auf dem Kreuz aufgelegt. Die Vorderseite ist weiß emailliert und zeigt das goldene K für den Königsnamen. Das Mittelschild ist von einem beidseitigen goldberandeten Reif eingefasst. Der Reif selbst ist aus blauem Email gefertigt und zeigt im Avers die goldene Inschrift Kamehameha I. Das Revers zeigt in gleicher Ausführung die Ordensdevise E Ho’okanaka (etwa: „Lebe und Handle wie ein [hawai’anischer] Mensch“).
Das Ordensband des Großkreuzes ist rot mit weißen Rändern, das der Komture und Ritter hat zusätzlich drei weiße Streifen. Ritter tragen den Orden am Band auf der linken Brust, Komture am Hals und Großkreuze am Schulterband von der rechten Schulter zur linken Hüfte. Großkreuze tragen zusätzlich einen achtstrahligen Bruststern mit dem Ordensinsignie.

## Geschichte
Der Orden wurde am 11. April 1865 (4. April 1864) von König Kamehameha V. in Erinnerung an seinen Großvater Kamehameha I. und zum Gedenken an den 70. Jahrestag der Gründung des Königreichs Hawai'i gestiftet. Der Orden wurde für hervorragende Verdienste um König und Volk von Hawai'i für Hawaiʻianer und Ausländer gewährt. Nach seiner Gründung, wurde er zudem der erste Ritterorden des Königreichs Hawaiʻi. In dieser Zeit wurde der Orden 57 Mal von Kamehameha V. und 82 Mal von Kalākaua verliehen.
Nach dem Staatsstreich 1893 wurde der Orden aufgehoben, existierte aber in der Illegalität weiter. Ab 1907 trat der Orden unter Jonah Kūhiō Kalanianaʻole wieder öffentlich auf.

## Der Orden heute

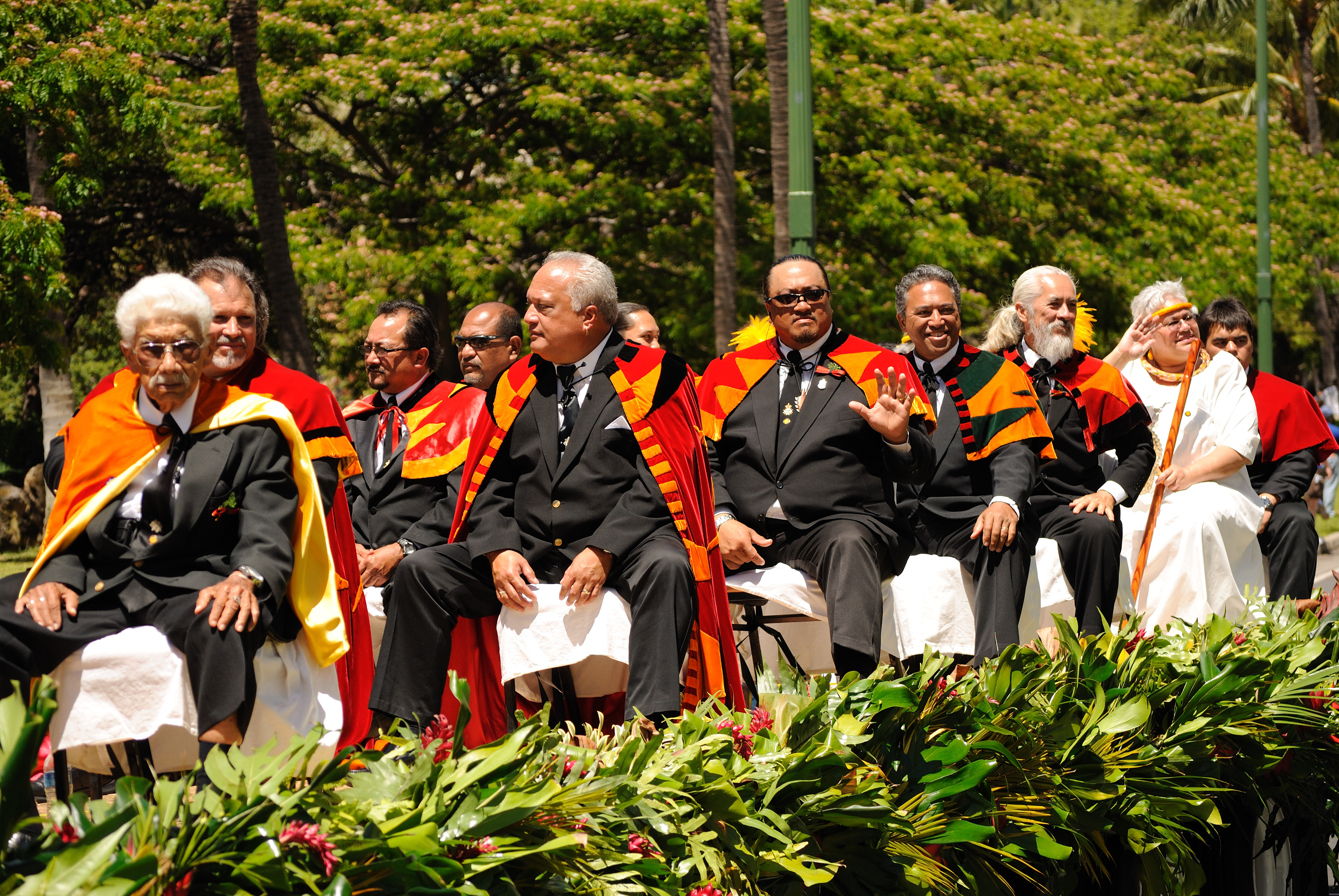
Ordensmitglieder bei der Kamehameha-Parade in Honolulu, 2012

Der Orden Kamehamehas I. versteht sich als provisorischer Kronrat bis zur Unabhängigkeit Hawaiʻis und der Restauration der Monarchie. Er besteht aus heute aus zehn Regionalkapiteln (Chapters, Heiau):
- auf Oʻahu:
  - Hawai‘i (‘Ewa, seit 1902),
  - Kūhiō (Ko‘olaupoko, seit 1962),
  - Kapuāiwa (Wai‘anae, seit 2007),
- auf Hawaiʻi:
  - Māmalahoa (Hilo, Hamakua, Ka‘ū, seit 1907),
  - Ahu‘ena (Kona, seit 1994),
  - Kamehameha (Kohala, seit 2011),
  - ‘Umi a Līloa (Puna, seit 2017),
- auf Kauaʻi:
  - Kaumuali‘i (seit 1918),
- auf Maui:
  - Kahekili (seit 1922),
- auf Molokaʻi:
  - Kalaniana‘ole (seit 1928, aktuell inaktiv).